# Madagascar en los Juegos Paralímpicos de Sídney 2000
Madagascar estuvo representado en los Juegos Paralímpicos de Sídney 2000 por un deportista masculino. El equipo paralímpico malgache no obtuvo ninguna medalla en estos Juegos.